# Lee Jun-ho (pattinatore di short track)
Lee Jun-ho (이준호?; Seul, 7 settembre 1965) è un ex pattinatore di short track sudcoreano.

## Palmarès

### Olimpiadi
- Oro a Albertville 1992 nella staffetta 5000 metri.
- Bronzo a Albertville 1992 nei 1000 metri.

### Mondiali
- Oro a Amsterdam 1990 nella classifica generale.
- Oro a Cambridge 1994 nella gara a squadre.
- Argento a Seul 1991 nella gara a squadre.
- Argento a Zoetermeer 1995 nella gara a squadre.
- Bronzo a Sydney 1991 nella classifica generale.
- Bronzo a Denver 1992 nella classifica generale.

### Giochi asiatici
- Oro a Sapporo 1990 nella staffetta 5000 metri.
- Argento a Sapporo 1990 nei 3000 metri.
- Argento a Sapporo 1990 nei 1500 metri.